# Colilodion incredibilis
Espèce
Colilodion incredibilis est une espèce de coléoptères de la famille des Staphylinidae.

## Répartition
Cette espèce est connue de Sabah, en Malaisie.